# كينجي كويانو
كينجي كويانو (باليابانية: 小谷野 顕治) (22 يونيو 1988 في إتاكو في اليابان – )؛ هو لاعب كرة قدم ياباني سابق كان يلعب كلاعب وسط.

## وصلات خارجية
- كينجي كويانو على موقع رابطة كرة القدم اليابانية للمحترفين (اليابانية)
- كينجي كويانو على موقع قاعدة بيانات كرة القدم.إي يو (الإنجليزية)
- كينجي كويانو على موقع Soccerway.com (الإنجليزية)
- كينجي كويانو على موقع عالم كرة القدم.نت (الإنجليزية)
- كينجي كويانو على موقع كووورة